# Aleksandra Jabłońska
Aleksandra Jabłońska (ur. 8 lipca 1994) – polska judoczka.
Zawodniczka KS AZS AWFiS Gdańsk (od 2008). Dwukrotna medalistka zawodów o Puchar Europy (Tampere 2015 - srebro, Sarajewo 2017 - brąz). Mistrzyni Europy kadetek 2010. Dwukrotna wicemistrzyni Polski seniorek (2013, 2014) oraz dwukrotna brązowa medalistka mistrzostw Polski seniorek (2011, 2012). Ponadto m.in. mistrzyni Polski juniorek 2014 i mistrzyni Polski kadetek 2010.